# Ernest Bevin
Ernest Bevin (9. března 1881 - 14. dubna 1951) byl britský ministr, odborář a labouristický politik. V letech 1922–1940 byl spoluzakladatelem a generálním tajemníkem mocných odborů Transport and General Workers' Union a ve válečné koaliční vládě působil jako ministr práce. Dařilo se mu maximalizovat britskou nabídku pracovních sil pro ozbrojené složky i domácí průmyslovou výrobu s minimem stávek a narušení výroby.
Jeho nejdůležitější rolí byla funkce ministra zahraničí v poválečné labouristické vládě Clementa Attleeho let 1945–1951. Získal americkou finanční podporu, bojoval proti komunismu a pomáhal při vzniku NATO. Bevin se také zasloužil o založení Oddělení informačního výzkumu (Information Research Department, IRD), tajného propagandistického oddělení britského ministerstva zahraničí, které se specializovalo na dezinformace, antikomunismus a prokoloniální propagandu. Za Bevinova působení nastal konec britské nadvlády v Indii se vznikem nezávislé Indie a Pákistánu i konec mandátní Palestiny a vytvoření Státu Izrael. Bevinův životopisec Alan Bullock napsal, že Bevin „je poslední z řady ministrů zahraničí v tradici vytvořené Castlereaghem, Canningem a Palmerstonem v první polovině 19. století“.